# Lijst van vissen Q-R
Deze lijst van vissen Q-R bevat alle vissen beginnende met de letters Q en R zoals opgenomen in FishBase. De lijst is gebaseerd op de wetenschappelijke naam van de vissoort. Voor de overige namen zie: Lijst van alle vissen.
1. Qianlabeo striatus
2. Quadratus ancon
3. Quadratus nelsoni
4. Quadratus taiwanae
5. Quadratus yangi
6. Quassiremus ascensionis
7. Quassiremus evionthas
8. Quassiremus nothochir
9. Quassiremus polyclitellum
10. Quietula guaymasiae
11. Quietula y-cauda
12. Quintana atrizona
13. Rabaulichthys altipinnis
14. Rabaulichthys stigmaticus
15. Rabaulichthys suzukii
16. Racenisia fimbriipinna
17. Rachovia brevis
18. Rachovia hummelincki
19. Rachovia maculipinnis
20. Rachovia pyropunctata
21. Rachoviscus crassiceps
22. Rachoviscus graciliceps
23. Rachycentron canadum
24. Racoma eurystoma
25. Raconda russeliana
26. Racovitzia glacialis
27. Racovitzia harrissoni
28. Radiicephalus elongatus
29. Radulinopsis derjavini
30. Radulinopsis taranetzi
31. Radulinus asprellus
32. Radulinus boleoides
33. Radulinus taylori
34. Radulinus vinculus
35. Raiamas ansorgii
36. Raiamas batesii
37. Raiamas bola
38. Raiamas buchholzi
39. Raiamas christyi
40. Raiamas guttatus
41. Raiamas kheeli
42. Raiamas levequei
43. Raiamas longirostris
44. Raiamas macrostoma
45. Raiamas moorii
46. Raiamas nigeriensis
47. Raiamas salmolucius
48. Raiamas scarciensis
49. Raiamas senegalensis
50. Raiamas shariensis
51. Raiamas steindachneri
52. Rainfordia opercularis
53. Raja ackleyi
54. Raja africana
55. Raja asterias
56. Raja bahamensis
57. Raja binoculata
58. Raja brachyura
59. Raja cervigoni
60. Raja chinensis
61. Raja clavata
62. Raja cortezensis
63. Raja eglanteria
64. Raja equatorialis
65. Raja herwigi
66. Raja inornata
67. Raja koreana
68. Raja maderensis
69. Raja microocellata
70. Raja miraletus
71. Raja montagui
72. Raja polystigma
73. Raja pulchra
74. Raja radula
75. Raja rhina
76. Raja rondeleti
77. Raja rouxi
78. Raja stellulata
79. Raja straeleni
80. Raja texana
81. Raja undulata
82. Raja velezi
83. Rajella annandalei
84. Rajella barnardi
85. Rajella bathyphila
86. Rajella bigelowi
87. Rajella caudaspinosa
88. Rajella challengeri
89. Rajella dissimilis
90. Rajella eisenhardti
91. Rajella fuliginea
92. Rajella fyllae
93. Rajella kukujevi
94. Rajella leopardus
95. Rajella nigerrima
96. Rajella purpuriventralis
97. Rajella ravidula
98. Rajella sadowskii
99. Rama rama
100. Ramnogaster arcuata
101. Ramnogaster melanostoma
102. Randallichthys filamentosus
103. Raneya brasiliensis
104. Raniceps raninus
105. Ranzania laevis
106. Rasbora agilis
107. Rasbora amplistriga
108. Rasbora aprotaenia
109. Rasbora argyrotaenia
110. Rasbora atridorsalis
111. Rasbora aurotaenia
112. Rasbora baliensis
113. Rasbora bankanensis
114. Rasbora beauforti
115. Rasbora borapetensis
116. Rasbora borneensis
117. Rasbora brittani
118. Rasbora bunguranensis
119. Rasbora caudimaculata
120. Rasbora caverii
121. Rasbora cephalotaenia
122. Rasbora chrysotaenia
123. Rasbora daniconius
124. Rasbora dies
125. Rasbora dorsinotata
126. Rasbora dorsiocellata
127. Rasbora dusonensis
128. Rasbora einthovenii
129. Rasbora elegans
130. Rasbora ennealepis
131. Rasbora gerlachi
132. Rasbora gracilis
133. Rasbora hobelmani
134. Rasbora hosii
135. Rasbora hubbsi
136. Rasbora jacobsoni
137. Rasbora johannae
138. Rasbora kalbarensis
139. Rasbora kalochroma
140. Rasbora kottelati
141. Rasbora lateristriata
142. Rasbora laticlavia
143. Rasbora leptosoma
144. Rasbora meinkeni
145. Rasbora myersi
146. Rasbora notura
147. Rasbora ornatus
148. Rasbora pauciperforata
149. Rasbora paucisqualis
150. Rasbora paviana
151. Rasbora philippina
152. Rasbora punctulatus
153. Rasbora rasbora
154. Rasbora reticulata
155. Rasbora rubrodorsalis
156. Rasbora rutteni
157. Rasbora sarawakensis
158. Rasbora semilineata
159. Rasbora septentrionalis
160. Rasbora spilocerca
161. Rasbora spilotaenia
162. Rasbora steineri
163. Rasbora subtilis
164. Rasbora sumatrana
165. Rasbora tawarensis
166. Rasbora taytayensis
167. Rasbora tobana
168. Rasbora tornieri
169. Rasbora trifasciata
170. Rasbora trilineata
171. Rasbora tubbi
172. Rasbora tuberculata
173. Rasbora vaterifloris
174. Rasbora volzii
175. Rasbora vulcanus
176. Rasbora wilpita
177. Rasborichthys helfrichii
178. Rasborinus formosae
179. Rasborinus hautus
180. Rasborinus macrolepis
181. Rastrelliger brachysoma
182. Rastrelliger faughni
183. Rastrelliger kanagurta
184. Rastrineobola argentea
185. Rastrinus scutiger
186. Ratabulus diversidens
187. Ratabulus megacephalus
188. Rathbunella alleni
189. Rathbunella hypoplecta
190. Ratsirakia legendrei
191. Rectoris longifinus
192. Rectoris luxiensis
193. Rectoris mutabilis
194. Rectoris posehensis
195. Redigobius amblyrhynchus
196. Redigobius balteatops
197. Redigobius balteatus
198. Redigobius bikolanus
199. Redigobius chrysosoma
200. Redigobius dewaali
201. Redigobius dispar
202. Redigobius leptochilus
203. Redigobius macrostoma
204. Redigobius penango
205. Redigobius roemeri
206. Redigobius sapangus
207. Redigobius tambujon
208. Regalecus glesne
209. Regalecus kinoi
210. Regalecus russelii
211. Reganella depressa
212. Reganochromis calliurus
213. Reicheltia halsteadi
214. Reinhardtius hippoglossoides
215. Relictus solitarius
216. Remora australis
217. Remora brachyptera
218. Remora osteochir
219. Remora remora
220. Remorina albescens
221. Rendahlia jaubertensis
222. Renova oscari
223. Repomucenus calcaratus
224. Repomucenus huguenini
225. Repomucenus koreanus
226. Repomucenus lunatus
227. Repomucenus macdonaldi
228. Repomucenus olidus
229. Repomucenus ornatipinnis
230. Repomucenus richardsonii
231. Repomucenus virgis
232. Retroculus lapidifer
233. Retroculus septentrionalis
234. Retroculus xinguensis
235. Retropinna retropinna
236. Retropinna semoni
237. Retropinna tasmanica
238. Rexea alisae
239. Rexea antefurcata
240. Rexea bengalensis
241. Rexea brevilineata
242. Rexea nakamurai
243. Rexea prometheoides
244. Rexea solandri
245. Rexichthys johnpaxtoni
246. Rhabdalestes aeratis
247. Rhabdalestes brevidorsalis
248. Rhabdalestes leleupi
249. Rhabdalestes maunensis
250. Rhabdalestes rhodesiensis
251. Rhabdalestes septentrionalis
252. Rhabdalestes tangensis
253. Rhabdamia clupeiformis
254. Rhabdamia cypselura
255. Rhabdamia gracilis
256. Rhabdamia mentalis
257. Rhabdamia nigrimentum
258. Rhabdamia nuda
259. Rhabdamia spilota
260. Rhabdoblennius ellipes
261. Rhabdoblennius rhabdotrachelus
262. Rhabdoblennius snowi
263. Rhabdolichops caviceps
264. Rhabdolichops eastwardi
265. Rhabdolichops electrogrammus
266. Rhabdolichops jegui
267. Rhabdolichops lundbergi
268. Rhabdolichops navalha
269. Rhabdolichops nigrimans
270. Rhabdolichops stewarti
271. Rhabdolichops troscheli
272. Rhabdolichops zareti
273. Rhabdosargus globiceps
274. Rhabdosargus haffara
275. Rhabdosargus holubi
276. Rhabdosargus sarba
277. Rhabdosargus thorpei
278. Rhacochilus toxotes
279. Rhacochilus vacca
280. Rhadinesthes decimus
281. Rhadinocentrus ornatus
282. Rhadinoloricaria macromystax
283. Rhamdella aymarae
284. Rhamdella cainguae
285. Rhamdella eriarcha
286. Rhamdella exsudans
287. Rhamdella gilli
288. Rhamdella ignobilis
289. Rhamdella jenynsii
290. Rhamdella leptosoma
291. Rhamdella longipinnis
292. Rhamdella longiuscula
293. Rhamdella montana
294. Rhamdella papariae
295. Rhamdella robinsoni
296. Rhamdella rusbyi
297. Rhamdella wolfi
298. Rhamdia argentina
299. Rhamdia bathyura
300. Rhamdia dorsalis
301. Rhamdia duquei
302. Rhamdia enfurnada
303. Rhamdia foina
304. Rhamdia guasarensis
305. Rhamdia guatemalensis
306. Rhamdia humilis
307. Rhamdia itacaiunas
308. Rhamdia jequitinhonha
309. Rhamdia laluchensis
310. Rhamdia laticauda
311. Rhamdia laukidi
312. Rhamdia macuspanensis
313. Rhamdia muelleri
314. Rhamdia nicaraguensis
315. Rhamdia ortoni
316. Rhamdia parryi
317. Rhamdia poeyi
318. Rhamdia quelen
319. Rhamdia reddelli
320. Rhamdia sapo
321. Rhamdia schomburgkii
322. Rhamdia typhla
323. Rhamdia velifer
324. Rhamdia xetequepeque
325. Rhamdia zongolicensis
326. Rhamdioglanis frenatus
327. Rhamdioglanis transfasciatus
328. Rhamdiopsis microcephala
329. Rhamdiopsis moreirai
330. Rhamphichthys apurensis
331. Rhamphichthys atlanticus
332. Rhamphichthys drepanium
333. Rhamphichthys hahni
334. Rhamphichthys lineatus
335. Rhamphichthys longior
336. Rhamphichthys marmoratus
337. Rhamphichthys pantherinus
338. Rhamphichthys rostratus
339. Rhamphichthys schomburgki
340. Rhamphocetichthys savagei
341. Rhamphochromis brevis
342. Rhamphochromis esox
343. Rhamphochromis ferox
344. Rhamphochromis leptosoma
345. Rhamphochromis longiceps
346. Rhamphochromis lucius
347. Rhamphochromis macrophthalmus
348. Rhamphochromis woodi
349. Rhamphocottus richardsonii
350. Rhaphiodon vulpinus
351. Rhechias bertini
352. Rheocles alaotrensis
353. Rheocles derhami
354. Rheocles lateralis
355. Rheocles pellegrini
356. Rheocles sikorae
357. Rheocles vatosoa
358. Rheocles wrightae
359. Rhina ancylostoma
360. Rhincodon typus
361. Rhinecanthus abyssus
362. Rhinecanthus aculeatus
363. Rhinecanthus assasi
364. Rhinecanthus cinereus
365. Rhinecanthus lunula
366. Rhinecanthus rectangulus
367. Rhinecanthus verrucosus
368. Rhinelepis aspera
369. Rhinelepis strigosa
370. Rhinichthys atratulus
371. Rhinichthys cataractae
372. Rhinichthys chrysogaster
373. Rhinichthys cobitis
374. Rhinichthys deaconi
375. Rhinichthys evermanni
376. Rhinichthys falcatus
377. Rhinichthys obtusus
378. Rhinichthys osculus
379. Rhinichthys umatilla
380. Rhinobatos albomaculatus
381. Rhinobatos annandalei
382. Rhinobatos annulatus
383. Rhinobatos blochii
384. Rhinobatos cemiculus
385. Rhinobatos formosensis
386. Rhinobatos glaucostigma
387. Rhinobatos holcorhynchus
388. Rhinobatos horkelii
389. Rhinobatos hynnicephalus
390. Rhinobatos irvinei
391. Rhinobatos jimbaranensis
392. Rhinobatos lentiginosus
393. Rhinobatos leucorhynchus
394. Rhinobatos leucospilus
395. Rhinobatos lionotus
396. Rhinobatos microphthalmus
397. Rhinobatos nudidorsalis
398. Rhinobatos obtusus
399. Rhinobatos ocellatus
400. Rhinobatos penggali
401. Rhinobatos percellens
402. Rhinobatos petiti
403. Rhinobatos planiceps
404. Rhinobatos prahli
405. Rhinobatos productus
406. Rhinobatos punctifer
407. Rhinobatos rhinobatos
408. Rhinobatos sainsburyi
409. Rhinobatos salalah
410. Rhinobatos schlegelii
411. Rhinobatos spinosus
412. Rhinobatos thouin
413. Rhinobatos thouiniana
414. Rhinobatos variegatus
415. Rhinobatos zanzibarensis
416. Rhinobrycon negrensis
417. Rhinochimaera africana
418. Rhinochimaera atlantica
419. Rhinochimaera pacifica
420. Rhinodoras armbrusteri
421. Rhinodoras boehlkei
422. Rhinodoras dorbignyi
423. Rhinodoras gallagheri
424. Rhinodoras thomersoni
425. Rhinogobio cylindricus
426. Rhinogobio hunanensis
427. Rhinogobio nasutus
428. Rhinogobio typus
429. Rhinogobio ventralis
430. Rhinogobiops nicholsii
431. Rhinogobius albimaculatus
432. Rhinogobius boa
433. Rhinogobius brunneus
434. Rhinogobius bucculentus
435. Rhinogobius candidianus
436. Rhinogobius carpenteri
437. Rhinogobius changjiangensis
438. Rhinogobius changtinensis
439. Rhinogobius chiengmaiensis
440. Rhinogobius cliffordpopei
441. Rhinogobius davidi
442. Rhinogobius delicatus
443. Rhinogobius duospilus
444. Rhinogobius flavoventris
445. Rhinogobius flumineus
446. Rhinogobius genanematus
447. Rhinogobius gigas
448. Rhinogobius giurinus
449. Rhinogobius henchuenensis
450. Rhinogobius honghensis
451. Rhinogobius lanyuensis
452. Rhinogobius leavelli
453. Rhinogobius lentiginis
454. Rhinogobius lindbergi
455. Rhinogobius lineatus
456. Rhinogobius linshuiensis
457. Rhinogobius lungwoensis
458. Rhinogobius maculafasciatus
459. Rhinogobius maculicervix
460. Rhinogobius mekongianus
461. Rhinogobius milleri
462. Rhinogobius multimaculatus
463. Rhinogobius nagoyae formosanus
464. Rhinogobius nagoyae nagoyae
465. Rhinogobius nammaensis
466. Rhinogobius nandujiangensis
467. Rhinogobius nantaiensis
468. Rhinogobius ponkouensis
469. Rhinogobius reticulatus
470. Rhinogobius rubromaculatus
471. Rhinogobius similis
472. Rhinogobius sulcatus
473. Rhinogobius taenigena
474. Rhinogobius variolatus
475. Rhinogobius vermiculatus
476. Rhinogobius virgigena
477. Rhinogobius wangchuangensis
478. Rhinogobius wangi
479. Rhinogobius wuyiensis
480. Rhinogobius xianshuiensis
481. Rhinoliparis attenuatus
482. Rhinoliparis barbulifer
483. Rhinomugil corsula
484. Rhinomugil nasutus
485. Rhinomuraena quaesita
486. Rhinopetitia myersi
487. Rhinophichthus penicillatus
488. Rhinopias aphanes
489. Rhinopias argoliba
490. Rhinopias cea
491. Rhinopias eschmeyeri
492. Rhinopias filamentosus
493. Rhinopias frondosa
494. Rhinopias godfreyi
495. Rhinopias xenops
496. Rhinoprenes pentanemus
497. Rhinoptera adspersa
498. Rhinoptera bonasus
499. Rhinoptera brasiliensis
500. Rhinoptera javanica
501. Rhinoptera jayakari
502. Rhinoptera marginata
503. Rhinoptera neglecta
504. Rhinoptera steindachneri
505. Rhinoraja kujiensis
506. Rhinoraja longi
507. Rhinoraja longicauda
508. Rhinoraja obtusa
509. Rhinoraja odai
510. Rhinoraja taranetzi
511. Rhinosardinia amazonica
512. Rhinosardinia bahiensis
513. Rhinosolea microlepidota
514. Rhizoprionodon acutus
515. Rhizoprionodon lalandii
516. Rhizoprionodon longurio
517. Rhizoprionodon oligolinx
518. Rhizoprionodon porosus
519. Rhizoprionodon taylori
520. Rhizoprionodon terraenovae
521. Rhizosomichthys totae
522. Rhoadsia altipinna
523. Rhoadsia minor
524. Rhodeus amarus
525. Rhodeus amurensis
526. Rhodeus atremius
527. Rhodeus colchicus
528. Rhodeus fangi
529. Rhodeus haradai
530. Rhodeus laoensis
531. Rhodeus lighti
532. Rhodeus ocellatus
533. Rhodeus pseudosericeus
534. Rhodeus rheinardti
535. Rhodeus sciosemus
536. Rhodeus sericeus
537. Rhodeus sinensis
538. Rhodeus smithii
539. Rhodeus spinalis
540. Rhodeus suigensis
541. Rhodeus uyekii
542. Rhodichthys regina
543. Rhodymenichthys dolichogaster
544. Rhomboplites aurorubens
545. Rhombosolea leporina
546. Rhombosolea plebeia
547. Rhombosolea retiaria
548. Rhombosolea tapirina
549. Rhyacichthys aspro
550. Rhyacichthys guilberti
551. Rhycherus filamentosus
552. Rhycherus gloveri
553. Rhynchactis leptonema
554. Rhynchactis macrothrix
555. Rhynchactis microthrix
556. Rhynchobatus australiae
557. Rhynchobatus djiddensis
558. Rhynchobatus laevis
559. Rhynchobatus luebberti
560. Rhynchobatus palpebratus
561. Rhynchoconger ectenurus
562. Rhynchoconger flavus
563. Rhynchoconger gracilior
564. Rhynchoconger guppyi
565. Rhynchoconger nitens
566. Rhynchoconger squaliceps
567. Rhynchoconger trewavasae
568. Rhynchodoras castilloi
569. Rhynchodoras woodsi
570. Rhynchodoras xingui
571. Rhynchogadus hepaticus
572. Rhynchohyalus natalensis
573. Rhynchopelates oxyrhynchus
574. Rhynchorhamphus arabicus
575. Rhynchorhamphus georgii
576. Rhynchorhamphus malabaricus
577. Rhynchorhamphus naga
578. Rhytiodus argenteofuscus
579. Rhytiodus elongatus
580. Rhytiodus lauzannei
581. Rhytiodus microlepis
582. Ribeiroclinus eigenmanni
583. Richardsonichthys leucogaster
584. Richardsonius balteatus
585. Richardsonius egregius
586. Ricola macrops
587. Ricuzenius nudithorax
588. Ricuzenius pinetorum
589. Riekertia ellisi
590. Rimicola cabrilloi
591. Rimicola dimorpha
592. Rimicola eigenmanni
593. Rimicola muscarum
594. Rimicola sila
595. Rineloricaria aequalicuspis
596. Rineloricaria altipinnis
597. Rineloricaria anhaguapitan
598. Rineloricaria anitae
599. Rineloricaria baliola
600. Rineloricaria beni
601. Rineloricaria cacerensis
602. Rineloricaria cadeae
603. Rineloricaria capitonia
604. Rineloricaria caracasensis
605. Rineloricaria castroi
606. Rineloricaria catamarcensis
607. Rineloricaria cubataonis
608. Rineloricaria eigenmanni
609. Rineloricaria fallax
610. Rineloricaria felipponei
611. Rineloricaria formosa
612. Rineloricaria hasemani
613. Rineloricaria henselii
614. Rineloricaria heteroptera
615. Rineloricaria hoehnei
616. Rineloricaria jaraguensis
617. Rineloricaria jubata
618. Rineloricaria konopickyi
619. Rineloricaria kronei
620. Rineloricaria lanceolata
621. Rineloricaria latirostris
622. Rineloricaria lima
623. Rineloricaria longicauda
624. Rineloricaria magdalenae
625. Rineloricaria malabarbai
626. Rineloricaria maquinensis
627. Rineloricaria melini
628. Rineloricaria microlepidogaster
629. Rineloricaria microlepidota
630. Rineloricaria misionera
631. Rineloricaria morrowi
632. Rineloricaria nigricauda
633. Rineloricaria pareiacantha
634. Rineloricaria parva
635. Rineloricaria pentamaculata
636. Rineloricaria phoxocephala
637. Rineloricaria platyura
638. Rineloricaria quadrensis
639. Rineloricaria reisi
640. Rineloricaria rupestris
641. Rineloricaria sanga
642. Rineloricaria setepovos
643. Rineloricaria sneiderni
644. Rineloricaria steindachneri
645. Rineloricaria stellata
646. Rineloricaria stewarti
647. Rineloricaria strigilata
648. Rineloricaria teffeana
649. Rineloricaria thrissoceps
650. Rineloricaria tropeira
651. Rineloricaria uracantha
652. Rineloricaria wolfei
653. Rineloricaria zaina
654. Rinoctes nasutus
655. Rioraja agassizii
656. Risor ruber
657. Rita chrysea
658. Rita gogra
659. Rita kuturnee
660. Rita macracanthus
661. Rita rita
662. Rita sacerdotum
663. Rivulus agilae
664. Rivulus altivelis
665. Rivulus amanapira
666. Rivulus amphoreus
667. Rivulus apiamici
668. Rivulus atratus
669. Rivulus auratus
670. Rivulus bahianus
671. Rivulus beniensis
672. Rivulus birkhahni
673. Rivulus boehlkei
674. Rivulus bororo
675. Rivulus breviceps
676. Rivulus brunneus
677. Rivulus caurae
678. Rivulus christinae
679. Rivulus chucunaque
680. Rivulus cladophorus
681. Rivulus compressus
682. Rivulus corpulentus
683. Rivulus crixas
684. Rivulus cryptocallus
685. Rivulus cyanopterus
686. Rivulus cylindraceus
687. Rivulus dapazi
688. Rivulus decoratus
689. Rivulus deltaphilus
690. Rivulus depressus
691. Rivulus derhami
692. Rivulus dibaphus
693. Rivulus egens
694. Rivulus elegans
695. Rivulus elongatus
696. Rivulus erberi
697. Rivulus faucireticulatus
698. Rivulus formosensis
699. Rivulus frenatus
700. Rivulus frommi
701. Rivulus fuscolineatus
702. Rivulus garciai
703. Rivulus gaucheri
704. Rivulus geayi
705. Rivulus giarettai
706. Rivulus glaucus
707. Rivulus gransabanae
708. Rivulus haraldsiolii
709. Rivulus hartii
710. Rivulus hildebrandi
711. Rivulus holmiae
712. Rivulus igneus
713. Rivulus illuminatus
714. Rivulus immaculatus
715. Rivulus insulaepinorum
716. Rivulus intermittens
717. Rivulus iridescens
718. Rivulus isthmensis
719. Rivulus janeiroensis
720. Rivulus javahe
721. Rivulus jucundus
722. Rivulus karaja
723. Rivulus kayabi
724. Rivulus kayapo
725. Rivulus kirovskyi
726. Rivulus kuelpmanni
727. Rivulus lanceolatus
728. Rivulus lazzarotoi
729. Rivulus leucurus
730. Rivulus limoncochae
731. Rivulus litteratus
732. Rivulus luelingi
733. Rivulus lungi
734. Rivulus lyricauda
735. Rivulus magdalenae
736. Rivulus mahdiaensis
737. Rivulus marmoratus
738. Rivulus mazaruni
739. Rivulus micropus
740. Rivulus modestus
741. Rivulus monikae
742. Rivulus monticola
743. Rivulus montium
744. Rivulus nicoi
745. Rivulus nudiventris
746. Rivulus obscurus
747. Rivulus ophiomimus
748. Rivulus ornatus
749. Rivulus pacificus
750. Rivulus paracatuensis
751. Rivulus paresi
752. Rivulus parnaibensis
753. Rivulus peruanus
754. Rivulus pictus
755. Rivulus pinima
756. Rivulus planaltinus
757. Rivulus punctatus
758. Rivulus rectocaudatus
759. Rivulus roloffi
760. Rivulus romeri
761. Rivulus rossoi
762. Rivulus rubripunctatus
763. Rivulus rubrolineatus
764. Rivulus rubromarginatus
765. Rivulus rutilicaudus
766. Rivulus salmonicaudus
767. Rivulus santensis
768. Rivulus sape
769. Rivulus scalaris
770. Rivulus siegfriedi
771. Rivulus simplicis
772. Rivulus speciosus
773. Rivulus stagnatus
774. Rivulus strigatus
775. Rivulus taeniatus
776. Rivulus tecminae
777. Rivulus tenuis
778. Rivulus tessellatus
779. Rivulus torrenticola
780. Rivulus uakti
781. Rivulus uatuman
782. Rivulus uroflammeus
783. Rivulus urophthalmus
784. Rivulus villwocki
785. Rivulus violaceus
786. Rivulus vittatus
787. Rivulus waimacui
788. Rivulus wassmanni
789. Rivulus weberi
790. Rivulus xanthonotus
791. Rivulus xiphidius
792. Rivulus zygonectes
793. Robia legula
794. Robinsia catherinae
795. Robinsichthys arrowsmithensis
796. Rocio gemmata
797. Rocio ocotal
798. Rocio octofasciata
799. Roeboexodon geryi
800. Roeboexodon guyanensis
801. Roeboides affinis
802. Roeboides araguaito
803. Roeboides biserialis
804. Roeboides bouchellei
805. Roeboides carti
806. Roeboides dayi
807. Roeboides descalvadensis
808. Roeboides dientonito
809. Roeboides dispar
810. Roeboides guatemalensis
811. Roeboides ilseae
812. Roeboides margareteae
813. Roeboides microlepis
814. Roeboides myersii
815. Roeboides numerosus
816. Roeboides occidentalis
817. Roeboides oligistos
818. Roeboides paranensis
819. Roeboides prognathus
820. Roeboides sazimai
821. Roeboides thurni
822. Roeboides xenodon
823. Roestes itupiranga
824. Roestes molossus
825. Roestes ogilviei
826. Rogadius asper
827. Rogadius mcgroutheri
828. Rogadius melanopterus
829. Rogadius nigripinnis
830. Rogadius patriciae
831. Rogadius portuguesus
832. Rogadius pristiger
833. Rogadius serratus
834. Rogadius welanderi
835. Rohtee ogilbii
836. Rohteichthys microlepis
837. Romanichthys valsanicola
838. Romanogobio albipinnatus
839. Romanogobio amplexilabris
840. Romanogobio antipai
841. Romanogobio banaticus
842. Romanogobio belingi
843. Romanogobio ciscaucasicus
844. Romanogobio elimeius
845. Romanogobio johntreadwelli
846. Romanogobio kesslerii
847. Romanogobio macropterus
848. Romanogobio parvus
849. Romanogobio pentatrichus
850. Romanogobio persus
851. Romanogobio tanaiticus
852. Romanogobio tenuicorpus
853. Romanogobio uranoscopus
854. Romanogobio vladykovi
855. Roncador stearnsii
856. Rondeletia bicolor
857. Rondeletia loricata
858. Ronquilus jordani
859. Rosenblattia robusta
860. Rosenblattichthys alatus
861. Rosenblattichthys hubbsi
862. Rosenblattichthys nemotoi
863. Rosenblattichthys volucris
864. Rostrogobio liaohensis
865. Rostroraja alba
866. Rotuma lewisi
867. Rouleina attrita
868. Rouleina danae
869. Rouleina eucla
870. Rouleina euryops
871. Rouleina guentheri
872. Rouleina livida
873. Rouleina maderensis
874. Rouleina nuda
875. Rouleina squamilatera
876. Rouleina watasei
877. Ruanoho decemdigitatus
878. Rudarius ercodes
879. Rudarius excelsus
880. Rudarius minutus
881. Ruscarius creaseri
882. Ruscarius meanyi
883. Rusichthys explicitus
884. Rusichthys plesiomorphus
885. Rutilus atropatenus
886. Rutilus aula
887. Rutilus basak
888. Rutilus frisii
889. Rutilus karamani
890. Rutilus meidingerii
891. Rutilus ohridanus
892. Rutilus panosi
893. Rutilus pigus
894. Rutilus prespensis
895. Rutilus rubilio
896. Rutilus rutilus
897. Rutilus sojuchbulagi
898. Rutilus ylikiensis
899. Ruvettus pretiosus
900. Rypticus bicolor
901. Rypticus bistrispinus
902. Rypticus bornoi
903. Rypticus courtenayi
904. Rypticus maculatus
905. Rypticus nigripinnis
906. Rypticus randalli
907. Rypticus saponaceus
908. Rypticus subbifrenatus
909. Ryukyupercis gushikeni